# Kloster Gräfrath

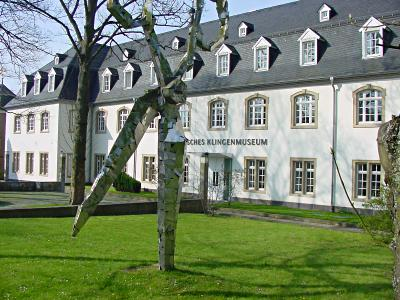
Das Klostergebäude

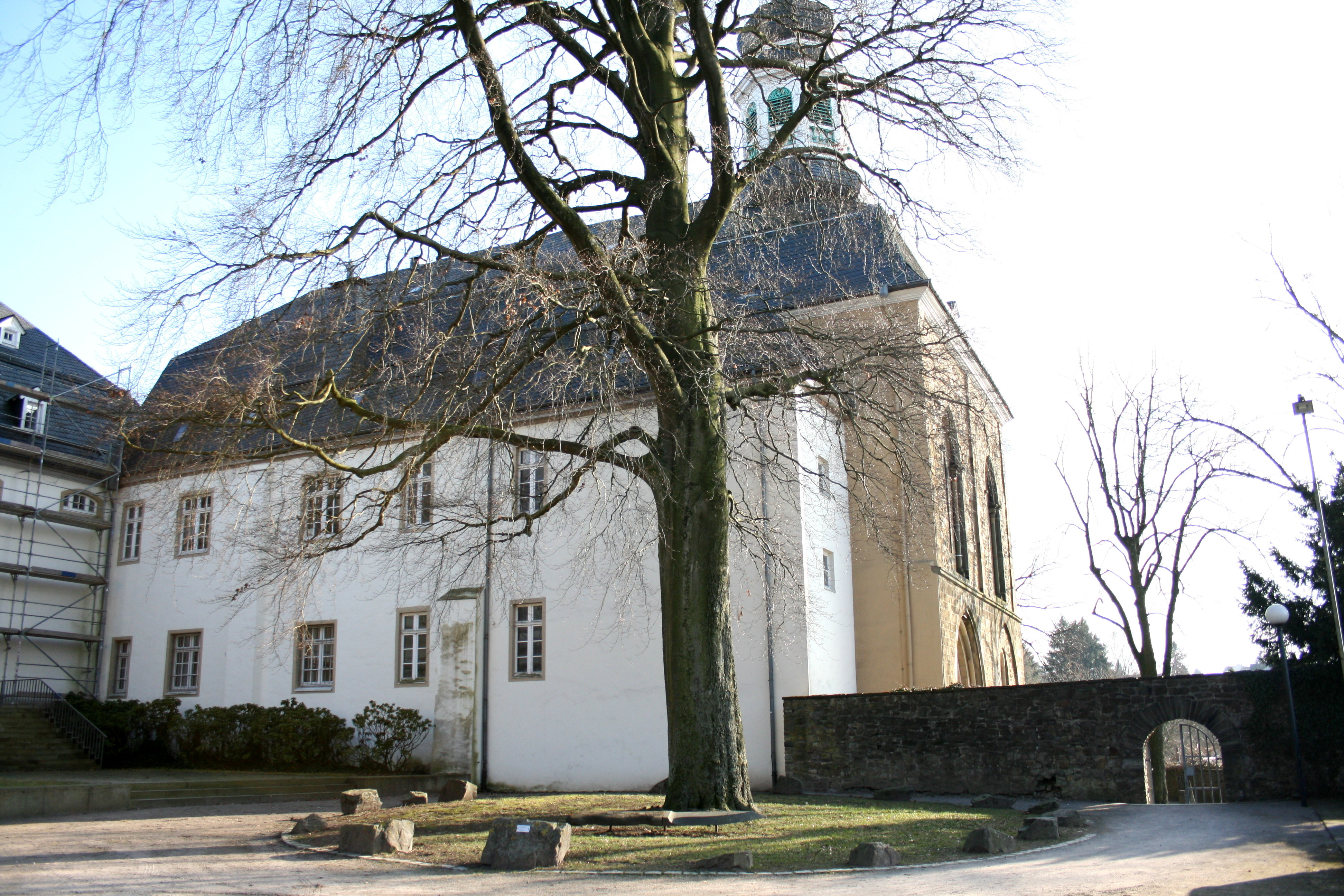
Die Stiftskirche am Kloster

Das Kloster Gräfrath (lat. Monasterium S. Mariae in Greuerode) war ein im Jahr 1187 gegründetes Frauenkloster des  Benediktinerordens im Solinger Stadtteil Gräfrath. Anfang des 17. Jahrhunderts wurde es zu einem Stift der Augustiner-Chorfrauen umgewandelt. Das Stift wurde 1803 aufgehoben. Das Kloster war eine Tochtergründung des benediktinischen Stiftes Vilich bei Bonn. In dem Gebäudeensemble ist heute das Deutsche Klingenmuseum untergebracht. Die ehemalige Klosterkirche ist zur katholischen Pfarrkirche St. Mariä Himmelfahrt geworden.

## Geschichte

### Gründung

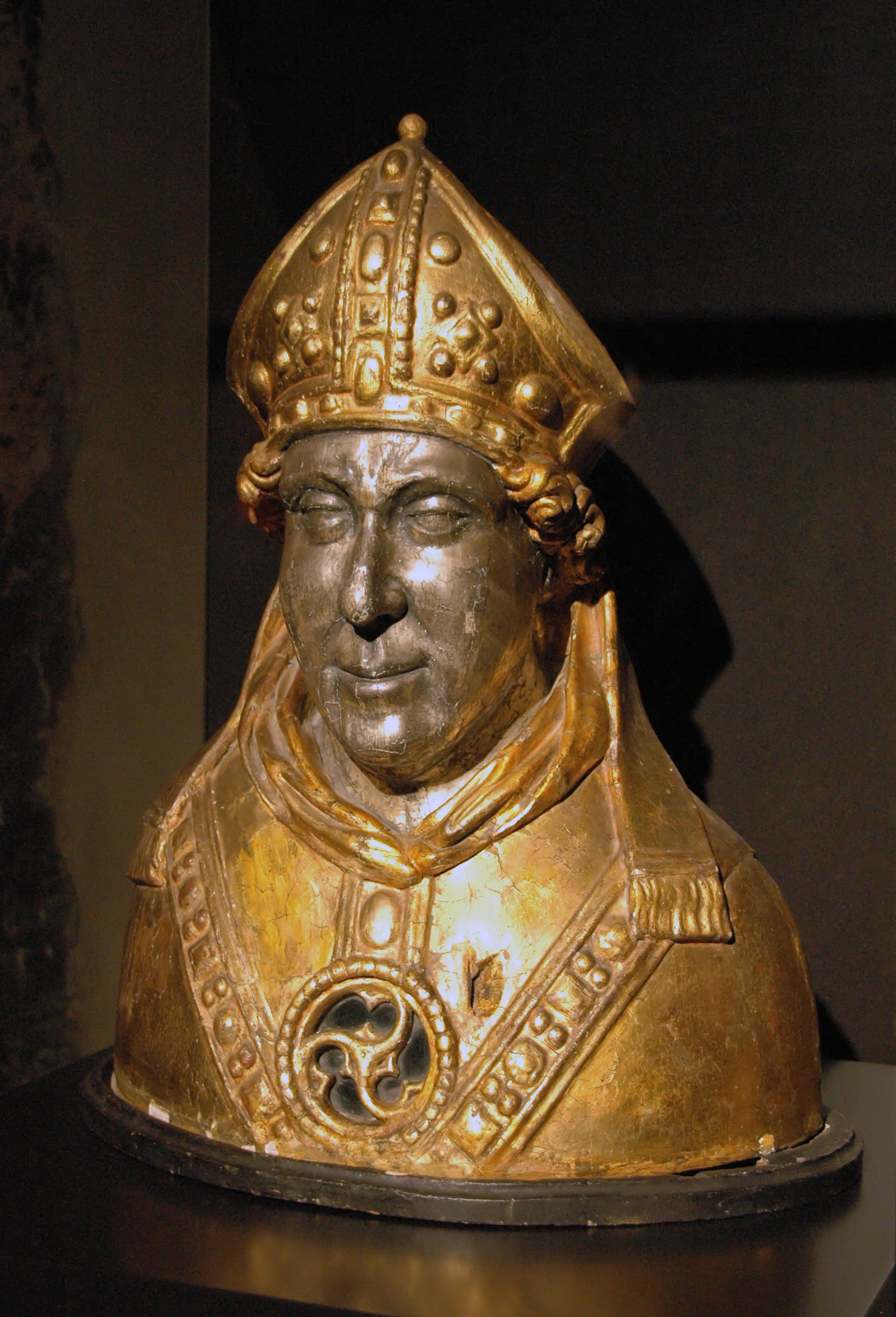
Erzbischof Engelbert von Berg

Im Quellgebiet der Itter im Dorf Greverode gehörte der Abtei Vilich ein Hof mit einer Kapelle. 1185 ereignete sich dort eine Marienerscheinung. Die Äbtissin Elisabeth leitete daraufhin eine Klostergründung ein, die am 31. Juli 1187 vom Kölner Erzbischof Philipp I. von Heinsberg beurkundet wurde. Der Frauenüberschuss im Adel, verursacht durch den Tod vieler Adliger auf Kreuzzügen und in Fehden, ließ auch im Kloster Gräfrath die Anzahl der Nonnen rasch wachsen, so dass sich Erzbischof Engelbert von Berg genötigt sah, ihre Zahl auf vierzig zu begrenzen. Über diese Anzahl hinaus mussten neue Nonnen wesentliches Vermögen in das Kloster mitbringen.:24ff. Das Mutterkloster in Vilich baute viel in der zweiten Hälfte des 13. Jahrhunderts, was für es finanziell so bedrohlich wurde, dass der Kölner Erzbischof Wigbold von Holte eingriff und die Zahl der Vilicher Stiftsdamen auf zwölf beschränkte.:108 Er setzte auch, über den Kopf der Vilicher Äbtissin hinweg, den Propst Winrich als Sanierer des Klosters Gräfrath ein. Winrich war in wenigen Jahren erfolgreich, in dem er z. B. ein Brauhaus einrichtete und Tongruben erwarb sowie Ziegel brennen ließ.:29
Die Grafen von Berg unterstützten das Kloster durch Schenkungen und Vergabe von Privilegien. Graf Adolf IV. von Berg bestätigte 1257 dem Kloster die Zollfreiheit im Hafen von Monheim am Rhein. Der Hafen war nicht nur wichtig wegen des Materialtransports für den Bau und die Erweiterung der Kirche. Das Mutterkloster lag rheinaufwärts in Vilich. Dort in der Nähe in Mondorf und weiter flussaufwärts in Erpel hatte das Kloster Gräfrath eigene Besitzungen. Außerdem hatte Erzbischof Engelbert von Berg dem Kloster zum Gedächtnis an seinen Bruder Graf Adolf III., der 1218 auf dem Kreuzzug in Ägypten fiel, rheinabwärts den Ehinger Hof in Mündelheim geschenkt. Graf Adolf V., Sieger in der Schlacht von Worringen, wurde 1296 in der Klosterkirche beigesetzt. Seine Frau Elisabeth von Geldern wurde Nonne in Gräfrath und nach ihrem Tod 1313 an der Seite ihres Gatten beigesetzt. Zum Gedenken an Graf Adolf V. erteilte sein Bruder und Nachfolger Wilhelm I. dem Kloster 1298 das einträgliche Privileg, dass in Gräfrath nur im Weinhaus des Klosters Wein verkauft werden durfte. Außerdem gab er dem Kloster 1301 eine weitgehende Steuerbefreiung, durch die das Kloster für allen Gutsbesitz in der Grafschaft Berg keine Herbstbede mehr zahlen musste.:28f. Die Größe des Klosterbesitzes in Gräfrath lässt sich allein aus der Strecke des Prozessionsweges ermessen. Er führte vom Kloster über die Station an der Itterquelle Heiliger Born zur Grenze der Klosterflur bei Kluse im heutigen Wuppertal-Vohwinkel und zurück über den Ort des später von den Preußen im Klosterbusch angelegten Exerzierplatzes zum Kloster.:25 Im 15. Jahrhundert war das Kloster mit fast 1.000 Morgen der größte Grundbesitzer im Stadtgebiet Solingen.:38

### Reliquie der Heiligen Katharina

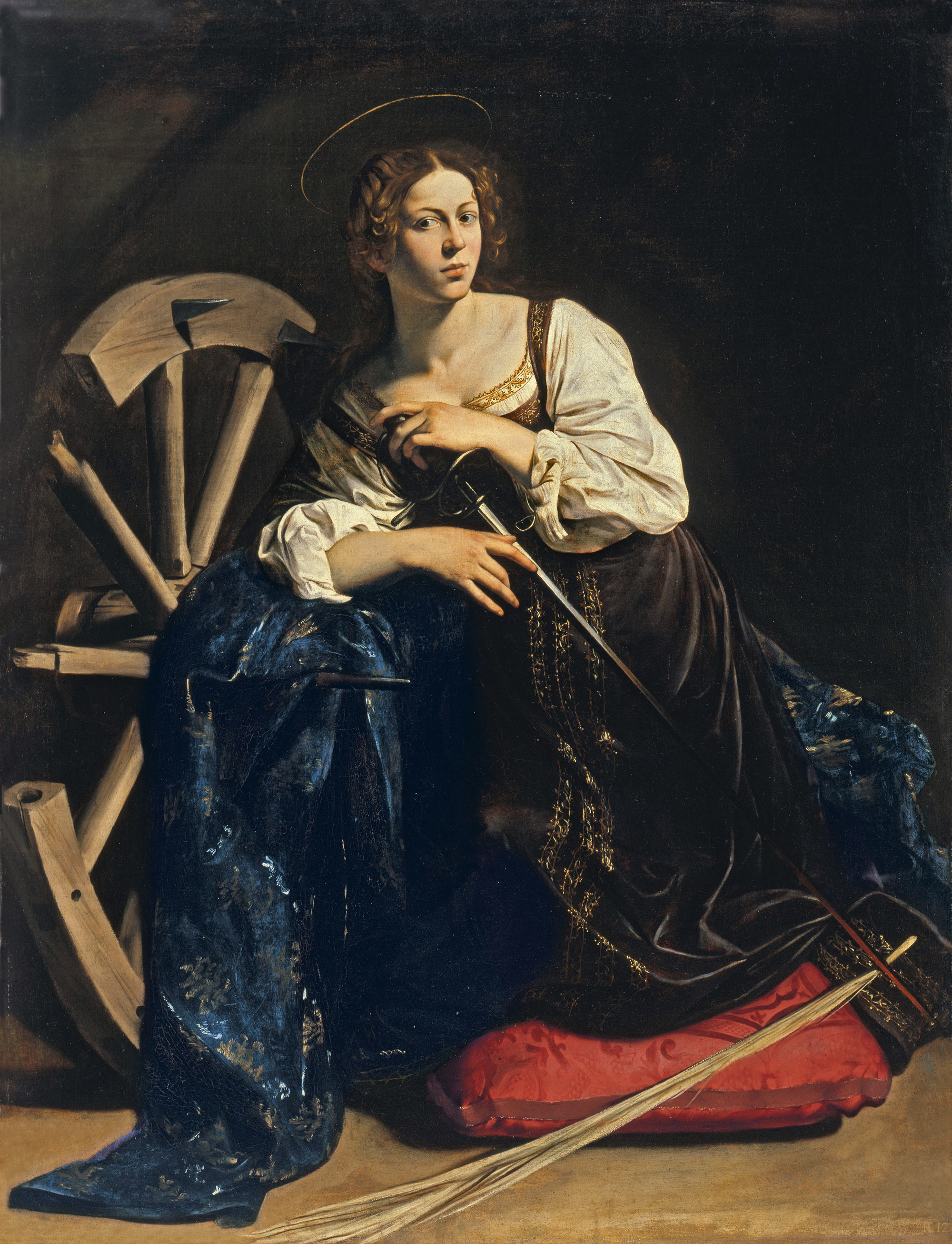
Caravaggio: Heilige Katharina von Alexandrien (1595–1596)

Der Legende nach gelangte 1309 als Reliquie ein Knochensplitter der Heiligen Katharina in das Kloster. Ein Ordensritter, ein Graf von Hückeswagen, hatte ihn als Geschenk für seine Schwester, die Nonne in Gräfrath war, vom Berg Sinai geholt. Bei der Rückreise über das Mittelmeer geriet sein Schiff in einen schweren Sturm. Das Kästchen mit der Reliquie ging über Bord. Dieses Kästchen hätte dann ein Engel seiner Schwester in Gräfrath übergeben. Belegt ist, dass die Mutter des Grafen Adolf V. und Regentin der ehemaligen Grafschaft Hückeswagen, Margarete von Hochstaden, dem Kloster 1312 ein Glasgefäß mit Öl von der Gebeinen der Heiligen Katharina schenkte. Da zum Kloster wallfahrende Pilger bezeugten, dass aus dem Knochenteil Öl, Milch, Honig, Wasser und Blut geflossen seien, kamen immer mehr Pilger nach Gräfrath, um das Wunder zu sehen.:29f. Nachdem die Nonne Katharina von Hückeswagen 1323 gestorben war, gab es keine Wunder mehr, allerdings wurde die Katharinenreliquie noch bis ins 15. Jahrhundert verehrt. Spätestens 1346 hatte sich eine Katharinen-Bruderschaft gebildet. Ihr gehörten u. a. an: König Johann von Böhmen, ein Graf von Sayn, Graf Wilhelm von Jülich und sein jüngerer Bruder Walram, Erzbischof von Köln. 1354 wurde der Katharinenaltar erstmals erwähnt. Wahrscheinlich auch im 14. Jahrhundert wurde die St. Katharinen-Kapelle in der Klosterkirche errichtet. Kapelle und Altar überstanden den Brand von 1686, wurden aber dann beim zweiten Brand 1717 vernichtet.:31 Die Grenzsteine, mit denen das Kloster seinen Grundbesitz markierte, trugen als Zeichen das Katharinenrad.:78 1817 wurde der Kirchenchor St. Katharina der katholischen Pfarrgemeinde in Gräfrath gegründet. Er ist inzwischen der älteste Kirchenchor in Solingen.

### Reformation
Trotz ihrer Verbundenheit zur katholischen Kirche strebten die bergischen Herzöge das landesherrliche Kirchenregiment an. So wurde 1471 beim Kölner Erzbischof eine Visitation des Gräfrather Klosters veranlasst. Als Ergebnis wurden die Nonnen den strengen Regeln der Bursfelder Reform der Benediktinerklöster unterworfen.:168 Die Reformation brachte dann weitere Veränderungen für das Kloster. Es wurde Anfang des 17. Jahrhunderts in ein adliges Frauenstift (Augustiner-Chorfrauen) umgewandelt. Die Verwaltung des Stifts übernahm ein Laie. Am 10. Juli 1610 wurde das Siegel der Äbtissin erneuert. 1614 erwarb die Äbtissin Maria Magdalena von Hochstaden in Köln ein Grundstück unweit der Kirche St. Kunibert. Der Grieffrader Hoff war das Zwischenlager der landwirtschaftlichen Produkte der Klostergüter für den Kölner Markt sowie auch die Unterkunft für Gräfrather Stiftsdamen auf Besuch in Köln.:183 Der Klosterbezirk in Gräfrath wurde derweil zu einer katholischen Enklave.:36 Pastor Harspelt, Vikar des St. Georgs-Altar in der Klosterkirche sorgte für Belebung in der kleinen katholischen Gemeinde, als er in Erinnerung an die mittelalterliche Katharinen-Bruderschaft die Bruderschaft zu Ehren der hl. Jungfrau und Märtyrin Catharina gründete und dafür 1725 die Zustimmung von Papst Benedikt XIII.  erhielt.:28 Die Äbtissin Wilhelma Katharina von Landsberg gründete am 11. März 1734 eine katholische Schule im Kloster,:103 Eine evangelische Schule in Gräfrath wird allerdings bereits 1612 erwähnt.:41

### Brände und Kriegslasten

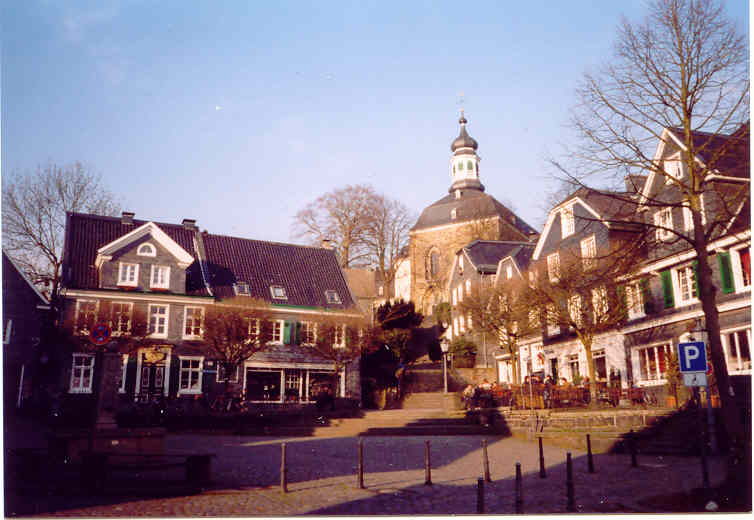
Klostergebäude und Stiftskirche liegen oberhalb des Ortes

Als am 27. Dezember 1686 Gräfrath abbrannte, blieb vom Kloster nur der Turm der Klosterkirche mit der Katharinen-Kapelle erhalten. Als Hilfe für den Wiederaufbau erließ Herzog Johann Wilhelm II. dem Kloster für fünf Jahre alle Real- und Personallasten. Aufgrund seiner Einkünfte außerhalb Gräfraths konnte das Kloster den Bürgern mit Geldausleihen beim Wiederaufbau ihrer Häuser helfen. 1717 stand nach Blitzschlag das 1704 im Barockstil wiederaufgebaute Kloster wieder in Flammen. Diesmal wurde auch die Katharinen-Kapelle zerstört, während der Ort Gräfrath vom Funkenflug verschont blieb.:298f. Noch einmal musste das Kloster aufgebaut werden. Der Bau der Kirche war 1727 abgeschlossen, 1748 folgte ihre barocke Innenausstattung. Im Siebenjährigen Krieg (1756–1763) musste sich das Kloster an den Kontributionen für die durchziehenden französischen und preußischen Truppen beteiligen.:111 1796 im Ersten Koalitionskrieg, als französische Truppen sich einquartiert hatten, musste das Kloster wieder zur Kontribution beitragen. Schon 1794 hatte es als Gäste die Äbtissin und die Nonnen des Klosters Milen nahe dem belgischen St. Trond aufgenommen, als diese durch französische Truppen vertrieben worden waren.:220

### Nach der Säkularisation 1803
Die letzte Äbtissin Sophia von Poseck ließ kurz vor der Auflösung des Klosters noch die Klosterkirche verputzen. Der Reichsdeputationshauptschluss vom 25. Februar 1803 mit der Säkularisation  kirchlichen Eigentums verhinderte dann, dass das Klostergebäude instand gesetzt wurde. Aus den jährlichen Gesamteinkünften des Klosters von 8.000 Reichstalern wurden u. a. die Ruhegehälter der letzten zehn Stiftsdamen und einer Laienschwester bezahlt. Der daraus ebenfalls bezahlte katholische Pfarrer musste in das Klostergebäude ziehen. Die Bandesmühle als größte der Klostermühlen wurde bereits versteigert unter dem Kurfürsten von Pfalz-Bayern Maximilian I. Joseph, der bis 1806 auch Herzog von Berg war.:9 Die Bandesmühle existierte nachweisbar schon 1492, während das Alter der beiden anderen Klostermühlen nur vage bestimmt ist. Während des Intermezzos des napoleonischen Großherzogtum Berg von 1806 bis 1813 wurden für die Rechtsnachfolge-Organisationen alle ehemaligen Klosterprivilegien, wie z. B. das ausschließliche Weinzapfrecht in Gräfrath, gestrichen.:98 Im Juli 1818 nahm sich die Domänenverwaltung der preußischen Provinz Jülich-Kleve-Berg des Verkaufs des Klosterhofs und anderer ehemals klösterlicher Güter an. Mangels Erfolg der Verkaufaktion wurden im Sommer 1822 nach Bildung der preußischen Rheinprovinz die Güter von der Domänenverwaltung neu eingeteilt und wieder zum Verkauf angeboten.:42

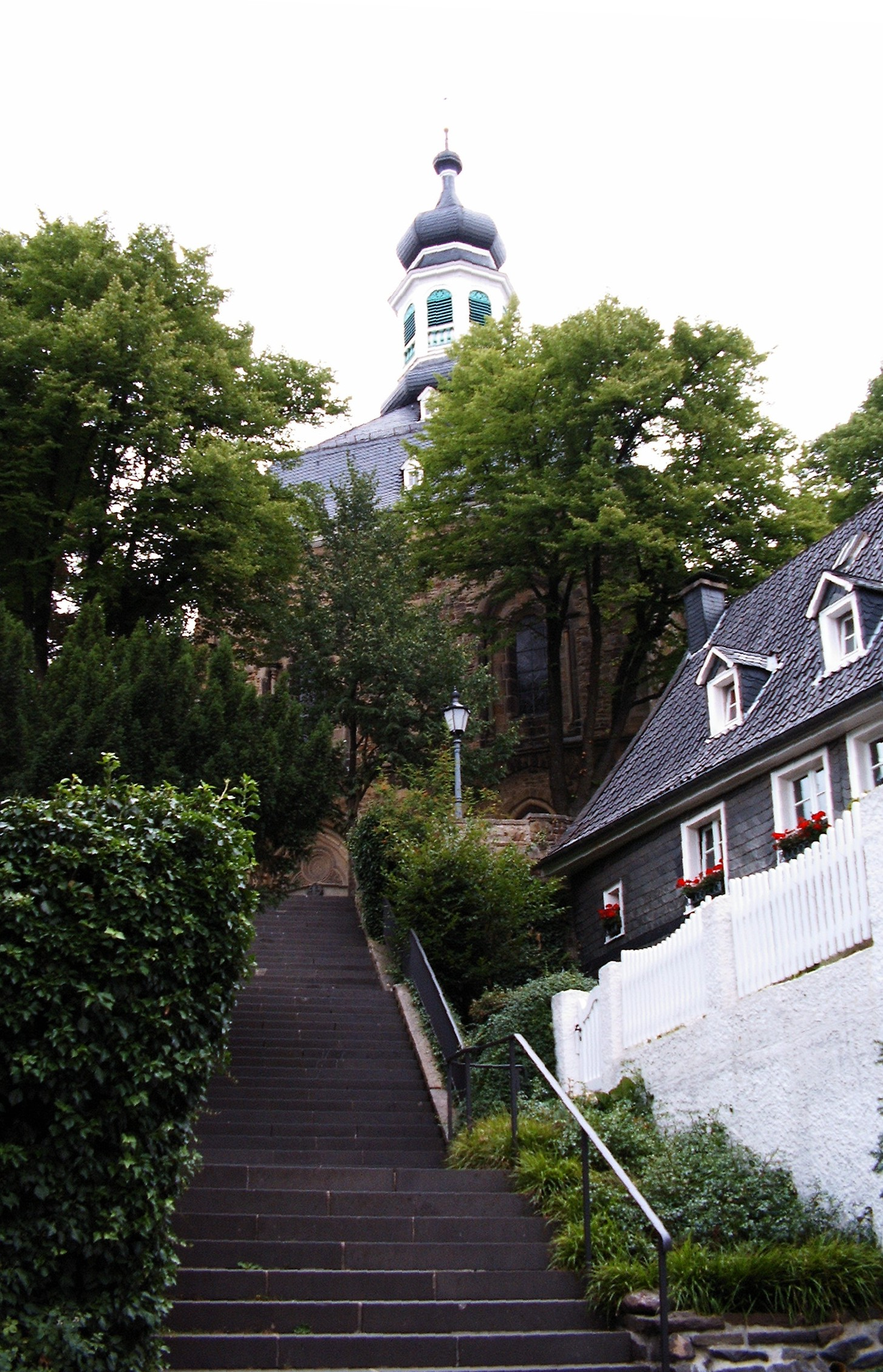
Kirchtreppe zur Klosterkirche

Die Mauern, die den Klosterbezirk umgeben hatten, beseitigten die Gräfrather Bürger in der ersten Hälfte des 19. Jahrhunderts gründlich, damit sie den Klosterbezirk nicht mehr weiträumig umgehen mussten. Erst dann konnten Straßen direkt am Kloster wie die Gerberstrasse oder der Vorläufer des Abteiweges entstehen.:10 Der Augenarzt Friedrich Hermann de Leuw, bis zu dessen Tod 1861 Gräfrath Kurort für in- und ausländische Augenkranke war, legte seine reichlichen Einkünfte in Grundbesitz an, darunter fast 1.000 Morgen ehemaliger Klosterländereien.:308 Dabei war auch das Land, auf dem Haus Grünewald gebaut wurde. Haus Grünewald erbte der älteste Sohn Friedrich August de Leuw, ein Landschaftsmaler, der dort schon länger sein Atelier hatte und den Besitz 1866 an einen Holzhändler verkaufte.:59f. Luise de Leuw, spätere Frau Firnenburg, erbte den Klosterbusch genannten Gräfrather Stadtwald und brachte ihn in eine De-Leuw-Stiftung ein. Der Sohn Eduard de Leuw, seinerzeit Bürgermeister von Cronenberg, bekam das Gut Buchenhofen mit seiner Branntweinbrennerei.:60 Buchenhofen gehörte bereits seit 1193 zum Besitz des Klosters.:25 1862 bot der Sohn Constantin de Leuw, wohnhaft in Arnheim, den Klosterhof mit ca. 142 Morgen und neugebauten Wohn- und Wirtschaftsgebäuden zur Verpachtung an.:42 Auf den Ländereien des Klosterhofes wurde in den 1970er Jahren die Siedlung am Abteiweg mit 100 Eigenheimen und 250 Eigentumswohnungen gebaut.:64 Die Hofgebäude an der Gerberstrasse existierten noch zur Bauzeit der Siedlung auf dem sogenannten „Schuldenhügel“, heute befindet sich ungefähr an der Stelle des Klosterhofes der 1997 begonnene Neubau der Sparkassenfiliale.:135:10

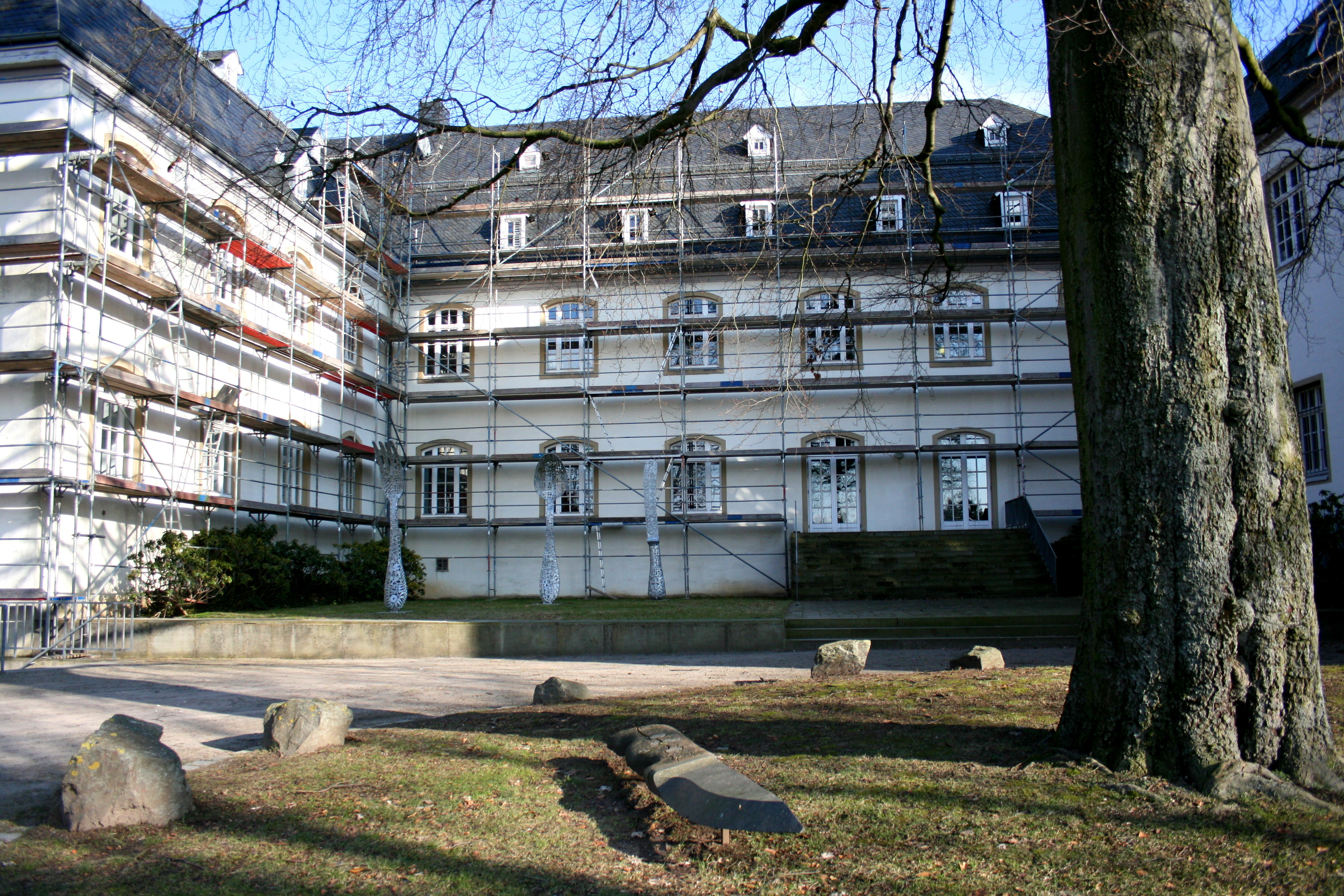
Seit dem Umbau zur Kaserne offener Innenhof des Klostergebäudes

Am 15. Dezember 1818 wurde das Klostergebäude zur preußischen Kaserne.:49 Die allseitig geschlossenen Klosteranlage wurde umgebaut und ein Gebäudeflügel abgerissen. 1822 bezog die Stammbesatzung des 40. preußischen Landwehr-Bataillon die Kaserne.:301. Die katholische Schule und die Lehrerwohnung, die bis dahin im Kloster untergebracht waren, mussten den Soldaten weichen.:33 Solinger Aufständische holten sich im Zuge der Reichsverfassungskampagne am 10. Mai 1849 aus dem Zeughaus im ehemaligen Kloster Gewehre und Kleidung.:378f. Das Militär zog 1893 nach Solingen um.:12 1896 wurde das Klostergebäude abermals umgebaut, um ein Erziehungsheim aufzunehmen. :66 Am 1. April 1898 bezog die königlich-preußische Erziehungsanstalt für katholische Mädchen mit 32 Mädchen und jungen Frauen das Klostergebäude.:15 Ein zweigeschossiges Wohnhaus für die Erzieherinnen wurde 1900 im neubergischen Stil hinter der Klosterkirche errichtet.:11 Maximal 60 bis 80 Mädchen gleichzeitig waren wegen vielfältiger Vergehen in der Erziehungsanstalt, bevor diese 1927 aus Geldmangel schließen musste.:134 In das am Hang südlich der Klosterkirche neu errichtete Herz-Jesu-Kloster zogen 1903 die Schwestern vom heiligen Augustinus ein. :67 Während des Ersten Weltkrieges war dort ein Lazarett eingerichtet. An seinem 50. Jubiläum am 22. November 1953 war das Herz-Jesu-Kloster ein Altenheim für etwa 70 Frauen beider Konfessionen.:17
Das Solinger Stadtarchiv zog 1941 in das Klostergebäude und blieb dort bis zu seinem Umzug 1987. Am 17. Juni 1946 beschloss die Stadtverordnetenversammlung Solingen ein städtisches Altersheimes im Gräfrather Kloster einzurichten. Am 6. Januar 1948 war die Einrichtung als viertes Altersheim Solingens fertig, das 1976 aus dem Gebäude auszog.:93 Nach dem Auszug des Stadtarchives wurde das Klostergebäude unter Leitung des Architekten Josef Paul Kleihues museumsgerecht umgebaut (Baukosten: 5,9 Mio. Euro). 1990 verließ das Klingenmuseum seine bisherigen Räume im ehemaligen Rathaus Gräfrath und bezog mit fast 10.000 Bestecken und mehr als 2.000 Waffen seinen neuen Standort.:119 Am 6. Juli 1991 fand die feierliche Einweihung statt, an der auch NRW-Ministerpräsident Johannes Rau teilnahm.:121 2004 wurde das Klingenmuseum für Kinder im angemieteten Erdgeschoss des privat sanierten ehemaligen Erzieherinnen-Wohnhauses eröffnet. In zwei Räumen im Untergeschoss des Klingenmuseums befindet sich seit 2005 das Gräfrath-Museum. Das benachbarte Herz-Jesu-Kloster ist heute ein Wohnhaus des Heimstatt Adolph Kolping e. V.

## Kirchenschatz
Das Kloster Gräfrath besaß einen einzigartigen Schatz an Reliquiaren und liturgischem Gerät aus gotischer und barocker Zeit. Dieser Gräfrather Kirchenschatz ist im Klingenmuseum dauerhaft ausgestellt. Er ist nach dem Kölner Domschatz die bedeutendste Sammlung kirchlicher Goldschmiedearbeiten im Erzbistum Köln.

## Denkmalschutz
Die Gebäude am Klosterhof wurden 1984 unter Denkmalschutz gestellt. Neben dem Klostergebäude und der Klosterkirche gehören dazu auch folgende um 1900 errichteten Häuser: das ehemalige Erzieherinnen-Wohnhaus, das Pfarrhaus und das Herz-Jesu-Kloster (siehe dazu die Liste der Baudenkmäler in Solingen-Gräfrath). Zwei Blutbuchen im Hof des ehemaligen Klosters sind seit 2007 als Naturdenkmale geschützt. Die Bäume sind wahrscheinlich 200 bis 250 Jahre alt.

## Sonstiges
Nach dem Zusammenschluss der Städte Gräfrath, Höhscheid, Ohligs, Solingen und Wald zur Großstadt Solingen 1929 wurden auch die Straßennamen neugeordnet. Dadurch wurde im Jahre 1935 in Gräfrath aus der bisherigen Adresse Kirchplatz der neue Name Klosterhof.